# Battaglia di Isso (194)
La battaglia di Isso venne combattuta nel 194 presso Isso, tra Cilicia e Siria, tra le forze di Settimio Severo, che aspirava al trono dell'Impero romano, e quelle di Pescennio Nigro, generale suo rivale. La vittoria di Severo gli permise di impadronirsi di Roma, fondando la dinastia dei Severi.

## Antefatto
Alla morte di Pertinace, a Roma venne eletto imperatore Didio Giuliano, col sostegno della Guardia pretoriana (193). I generali che comandavano le armate provinciali, però, non riconobbero il nuovo imperatore e, col sostegno delle proprie truppe, ambirono al trono. Il primo a giungere a Roma e a farsi acclamare imperatore fu il generale della Pannonia superiore, Settimio Severo, sostenuto dalle legioni danubiane; dopo aver ottenuto il potere, però, Severo si trovò a doverlo difendere dai suoi concorrenti, il governatore della Siria, Pescennio Nigro, sostenuto dalle legioni orientali, e quello della Britannia, Clodio Albino, a capo delle legioni occidentali.
Severo affrontò per primo Pescennio Nigro: dopo essersi alleato con Albino, che nominò cesare, sconfisse Nigro nelle battaglie di Cizico e Nicea (193), costringendolo a spostarsi sempre più a oriente, assediando Bisanzio e ottenendo il sostegno dell'Egitto (febbraio 194).
Severo fece uso delle proprie relazioni con i potentati orientali, in particolare degli ostaggi che questi dovevano mandare a Roma, per indebolire Nigro: il governatore dell'Arabia abbandonò il proprio comandante per passare a Severo, probabilmente con tutta la propria legione; alcune città si ribellarono; una legione palestinese, probabilmente la Legio VI Ferrata, si schierò dalla parte dell'imperatore riconosciuto dal Senato romano.

## Battaglia
Lo scontro finale tra i due avvenne presso Isso, dove Pescennio Nigro pensò di difendere le Porte della Cilicia, uno stretto passo tra le montagne del Tauro da una parte e delle ripide scogliere sul fiume Tarso dall'altra. La battaglia è descritta da Cassio Dione Cocceiano.
Nigro pose il proprio accampamento su di un'altura fortificata e dispose il proprio esercito con il lato sinistro protetto dalle scogliere e il destro da una foresta impenetrabile; di fronte stava la fanteria pesante legionaria, dietro i lancieri con i frombolieri e per ultimi gli arcieri, che avrebbero dovuto tempestare  di frecce le truppe nemiche fermate dalla prima linea; per ultima dispose una linea di carri per le salmerie, la cui funzione era quella di impedire ai propri uomini la fuga.
Anullino rispose ponendo in prima linea i propri legionari e dietro la fanteria leggera ausiliaria, che avrebbe dovuto coprire col lancio di frecce l'avanzata in salita della fanteria pesante. Anullino ordinò anche a Valeriano di condurre la cavalleria attorno alla foresta e attaccare le truppe di Nigro da dietro.
La fanteria di Anullino giunse a contatto con quella di Nigro, utilizzando la formazione a testudo quando era vicina al nemico. Lo scontro fu inizialmente a favore degli uomini di Nigro, che furono però scossi da una improvvisa tempesta che li colpì frontalmente e messi in rotta dall'inaspettato arrivo alle loro spalle della cavalleria di Valeriano.

## Conseguenze
Pescennio Nigro sfuggì alla morte sul campo di battaglia, ma perì qualche giorno dopo e la sua testa venne inviata a Bisanzio; Settimio Severo ricevette per questa vittoria la quarta acclamazione ad imperatore.
Nel 196 Bisanzio sarebbe caduta e nel 197 Severo avrebbe poi sconfitto anche Clodio Albino, nella battaglia di Lugdunum, ottenendo il potere assoluto.